# Pogromo de Cracovia
El pogromo de Cracovia fue un disturbio antijudío en la Polonia posterior a la Segunda Guerra Mundial, el cual tuvo lugar el 11 de agosto de 1945 en la ciudad de Cracovia ocupada por los soviéticos. El incidente fue parte de la violencia antijudía en Polonia después del final de la Segunda Guerra Mundial. La causa del pogrom fue un rumor de libelo de sangre sobre un asesinato ritual de niños polacos por parte de judíos en la ciudad. Una acusación falsa de que una mujer judía había secuestrado a un niño se había convertido en acusaciones de que los judíos habían matado hasta 80 niños en el transcurso de semanas. Estas acusaciones dieron lugar a ataques contra judíos, como así también contra algunos polacos confundidos con judíos, en el Barrio de Kazimierz y otras partes del casco antiguo, y el incendio de la sinagoga Kupa. Al menos una persona murió y un número desconocido resultó herido.

## Antecedentes
Antes de la invasión alemana de Polonia en septiembre de 1939, alrededor de 68.000 a 80.000 judíos vivían en Cracovia. En enero de 1945, solo había 2.000 judíos sobrevivientes del Holocausto en la ciudad que no habían huido tras la llegada del Ejército Rojo soviético. Algunos refugiados judíos regresaron a Cracovia desde la Unión Soviética y desde los pueblos y ciudades vecinas.
El regreso de estos judíos no siempre fue bien recibido, especialmente por los elementos antisemitas de la población. La violencia antijudía en Cracovia fue un problema grave según el alcalde instalado por los soviéticos en la ciudad, aunque "no se registraron eventos antisemitas graves en las regiones rurales y de pueblos pequeños".
En junio de 1945, el nuevo gobernador militar comunista de Cracovia describió en su informe que tenía crecientes tensiones con sus superiores. En su informe del 1 al 10 de agosto, el administrador de la ciudad de Cracovia hizo notar el "suministro insuficiente de alimentos".

## Los Hechos
El 27 de junio de 1945, una mujer judía fue llevada a la comisaría local de Milicja Obywatelska y acusada falsamente de intentar secuestrar a un niño. A pesar de que la investigación reveló que la madre del niño había dejado al niño al cuidado del sospechoso, comenzaron a correr rumores de que una mujer judía secuestró al niño para matarlo.  Una turba que gritaba consignas antijudías se reunió en la plaza Kleparski, pero un destacamento de Milicja controló la situación. Los rumores de libelo de sangre continuaron propagándose. Se difundieron afirmaciones falsas de que se habían descubierto trece cadáveres de niños cristianos. Para el 11 de agosto, el número de "víctimas" rumoreadas había aumentado a ochenta. Grupos de  matones que se reunieron en la plaza Kleparski habían estado arrojando piedras a la sinagoga Kupa semanalmente. El 11 de agosto, se intentó apresar a un niño de trece años que tiraba piedras a la sinagoga, pero escapó y corrió al mercado cercano gritando "Ayúdenme, los judíos han tratado de matarme".
Inmediatamente, la multitud irrumpió en la sinagoga de Kupa y comenzó a golpear a los judíos que habían estado rezando en el servicio de Shabat del sábado por la mañana y los rollos de la Torá fueron quemados. El albergue judío también fue atacado. Hombres, mujeres y niños judíos fueron golpeados en las calles; sus casas fueron asaltadas y saqueadas. Algunos judíos heridos durante el pogrom fueron hospitalizados y luego fueron golpeados en los hospitales nuevamente. Una de las víctimas del pogrom presenció:

Me llevaron a la segunda comisaría de la milicia donde llamaron a una ambulancia. Había cinco personas más allí, incluida una mujer polaca gravemente herida. En la ambulancia escuché los comentarios del soldado de escolta y de la enfermera que hablaban de nosotros como migajas judías a las que tienen que salvar, y que no deberían estar haciendo esto porque nosotros asesinamos niños, que a todos nos deberían fusilar. Nos llevaron al hospital de San Lázaro en la calle Kopernika. Primero me llevaron al quirófano. Después de la operación apareció un soldado que dijo que nos llevaría a todos a la cárcel. Golpeó a uno de los judíos heridos que esperaban una operación. Nos retuvo con un arma amartillada y no nos permitió tomar un trago de agua. Un momento después aparecieron dos ferroviarios y uno dijo: “Es un escándalo que un polaco no tenga el coraje civil de pegarle a un indefenso”, y le pegó a un judío herido. Uno de los internos del hospital me golpeó con una muleta. Las mujeres, incluidas las enfermeras, se pararon detrás de las puertas y nos amenazaron con que solo esperaban que terminara la operación para destrozarnos.

Durante el pogromo también fueron atacados algunos polacos, confundidos con judíos. El centro de estos eventos fueron las calles Miodowa, Starowiślna, Przemyska y Józefa en el barrio de Kazimierz. Los disturbios fueron más intensos entre las 11 am y la 1 pm, reduciéndose alrededor de las 2 pm, solo para recuperar fuerza al final de la tarde cuando se incendió la sinagoga Kupa.
Policías y soldados polacos participaron activamente en estos eventos. En total, 145 sospechosos fueron arrestados, incluidos 40 milicianos y 6 soldados del ejército polaco. En septiembre y octubre de 1945, 25 personas fueron acusadas de incitar al odio racial, robos y violencia contra los judíos. Doce de los acusados eran oficiales. Diez de los acusados fueron condenados a prisión. Según el informe preparado para Iósif Stalin por la NKVD en Cracovia, los milicianos polacos habían sancionado la violencia.

## Víctimas
Existe el registro oficial de una muerte relacionada con el pogromo en los archivos del Departamento de Medicina Forense de Cracovia. La víctima era Róża Berger, sobreviviente de Auschwitz de 56 años, baleada mientras estaba detrás de puertas cerradas.